# Fictor anchicoprophaga
Fictor anchicoprophaga är en rundmaskart som först beskrevs av Paramonov 1952.  Fictor anchicoprophaga ingår i släktet Fictor och familjen Diplogasteridae. Inga underarter finns listade i Catalogue of Life.